# Colonialismo norvegese

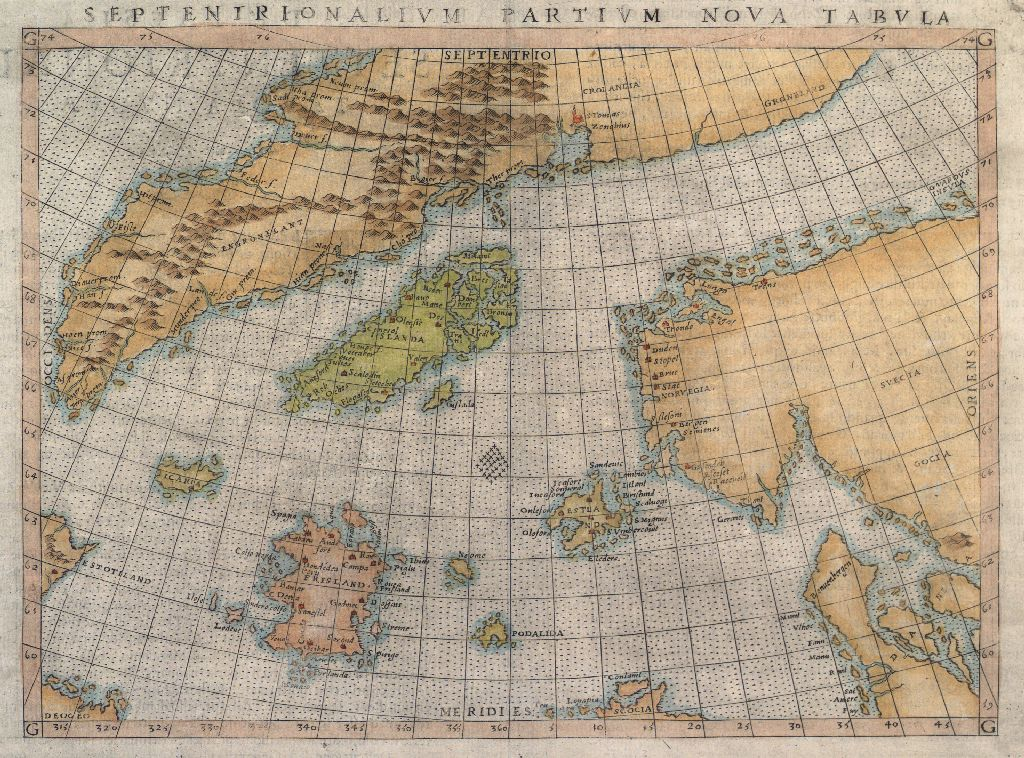
Carta della fine del XVI secolo rappresentante la Scandinavia, l'Islanda e la Groenlandia

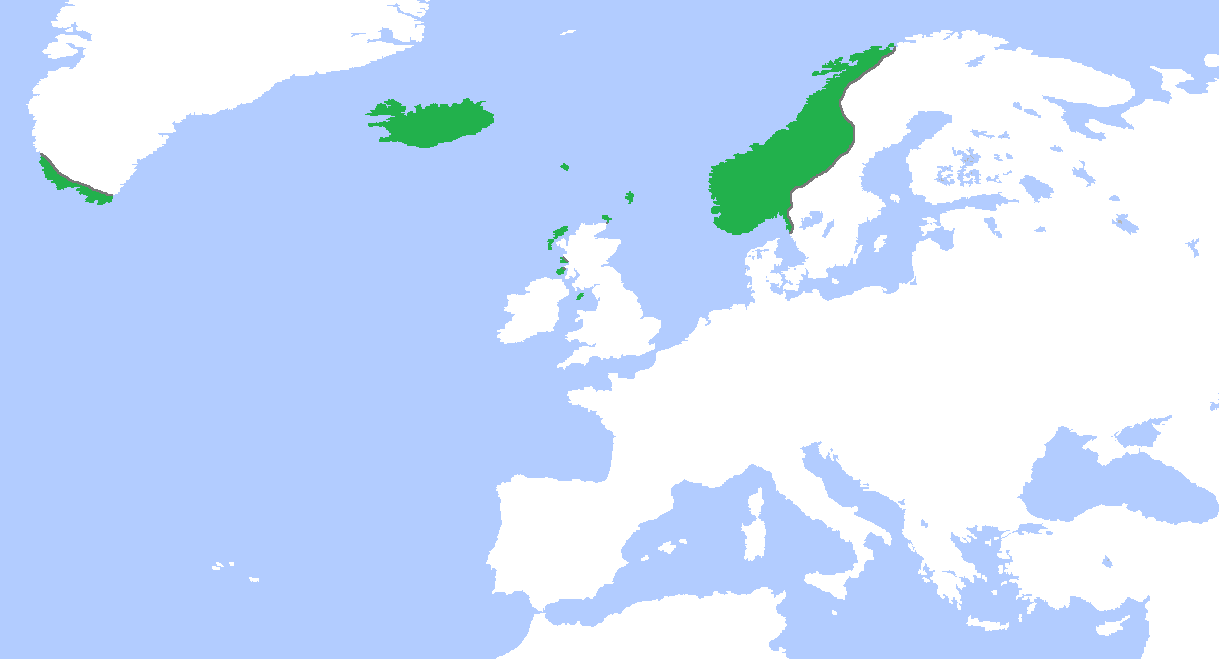
Impero di Norvegia nella sua massima estensione, 1265 circa

L'impero coloniale norvegese è il nome dato ai possedimenti norvegesi nel Medioevo e quando la Norvegia acquisì dei nuovi territori, soprattutto nell'Artico e in Antartide nel XX secolo.

## Impero norvegese nel Medioevo
L'Impero norvegese fu creato grazie alla potenza della flotta scandinava che possedeva e fu soprattutto un impero insulare. Nel 1380, con l'Unione di Kalmar, la Norvegia si unì alla Danimarca, cedendo gran parte dei territori a quest'ultima. In seguito alle guerre con la Scozia tra il 1469 e il 1472, perse il resto dei propri possedimenti.

### Possedimenti in Nord America
- Groenlandia (1261-1380)

### Possedimenti in Europa
- Isole Ebridi
- Isole Fær Øer (tra l'800 e il 900-1380)
- Islanda (verso 1000-1380)
- Isole Orcadi (IX secolo-1469)
- Isole Shetland (IX secolo-1472)

## Territori d'oltremare norvegesi attuali

### Possedimenti in Europa
- Isole Svalbard (inclusa l'Isola degli Orsi), nell'Artico, parte della Norvegia dal 1920
- Isola di Jan Mayen nell'Artico, parte della Norvegia dal 1929

### Possedimenti in Antartide
- Isola Bouvet (dal 1927)
- Isola Pietro I (dal 1929, territorio rivendicato)
- Terra della Regina Maud (territorio rivendicato)

### Mappa

Ubicazione della Norvegia e dei suoi possedimenti d'oltremare.